# Douglas County (Kansas)
Douglas County ist ein County im US-Bundesstaat Kansas der Vereinigten Staaten. Der Verwaltungssitz (County Seat) ist Lawrence. Das U.S. Census Bureau hat bei der Volkszählung 2020 eine Einwohnerzahl von 118.785 ermittelt.

## Geographie
Das County liegt etwas nördlich im Osten von Kansas, ist etwa 40 km von Missouri entfernt und hat eine Fläche von 1229 Quadratkilometern, wovon 46 Quadratkilometer Wasserfläche sind. Es grenzt im Uhrzeigersinn an folgende Countys: Jefferson County, Leavenworth County, Johnson County, Miami County, Franklin County, Osage County und Shawnee County.
Das County wird vom Office of Management and Budget zu statistischen Zwecken als Lawrence, KS Metropolitan Statistical Area geführt.

## Geschichte
Douglas County wurde am 15. Mai 1854 zur Besiedlung freigegeben und am 30. August 1855 als Original-County aus freiem Territorium gebildet. Es gehört zu den ersten 33 Countys, die von der ersten Territorial-Verwaltung gebildet wurden. Benannt wurde es nach Stephen Arnold Douglas, einem US-Senator und Präsidentschaftsgegener von Abraham Lincoln.
Im Douglas County liegen drei National Historic Landmarks, das Black Jack Battlefield, das Haskell Institute und die Lecompton Constitution Hall. Insgesamt sind 77 Bauwerke und Stätten des Countys im National Register of Historic Places eingetragen.

## Demografische Daten

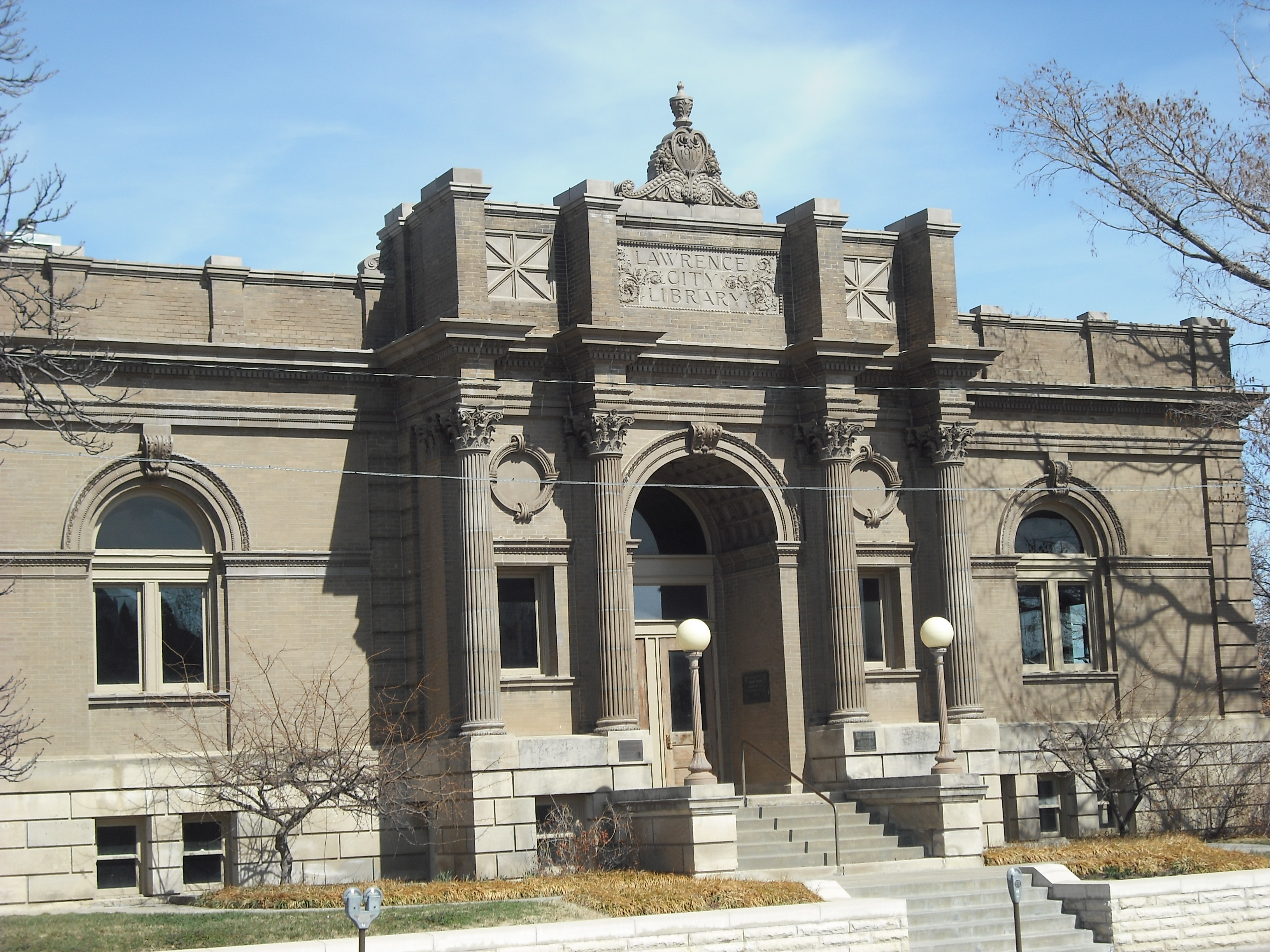
Old Lawrence City Library, gelistet im NRHP

Nach der Volkszählung im Jahr 2000 lebten im Douglas County 99.962 Menschen in 38.486 Haushalten und 21.167 Familien im Douglas County. Die Bevölkerungsdichte betrug 84 Einwohner pro Quadratkilometer. Ethnisch betrachtet setzte sich die Bevölkerung zusammen aus 86,09 Prozent Weißen, 4,24 Prozent Afroamerikanern, 2,56 Prozent amerikanischen Ureinwohnern, 3,12 Prozent Asiaten, 0,06 Prozent Bewohnern aus dem pazifischen Inselraum und 1,20 Prozent aus anderen ethnischen Gruppen; 2,73 Prozent stammten von zwei oder mehr Ethnien ab. 3,27 Prozent der Bevölkerung waren spanischer oder lateinamerikanischer Abstammung.
Von den 38.486 Haushalten hatten 27,4 Prozent Kinder unter 18 Jahren, die mit ihnen gemeinsam lebten. 43,1 Prozent waren verheiratete, zusammenlebende Paare, 8,5 Prozent waren allein erziehende Mütter und 45,0 Prozent waren keine Familien. 28,5 Prozent aller Haushalte waren Singlehaushalte und in 5,8 Prozent lebten Menschen mit 65 Jahren oder darüber. Die Durchschnittshaushaltsgröße betrug 2,37 und die durchschnittliche Familiengröße betrug 2,97 Personen.
20,4 Prozent der Bevölkerung waren unter 18 Jahre alt. 26,4 Prozent zwischen 18 und 24 Jahre, 28,3 Prozent zwischen 25 und 44 Jahre, 16,9 Prozent zwischen 45 und 64 Jahre und 7,9 Prozent waren 65 Jahre alt oder älter. Das Durchschnittsalter betrug 27 Jahre. Auf 100 weibliche Personen kamen 98,7 männliche Personen. Auf 100 erwachsene Frauen ab 18 Jahren kamen 97,7 Männer.
Das jährliche Durchschnittseinkommen eines Haushalts betrug 37.547 USD, das Durchschnittseinkommen einer Familie betrug 53.991 USD. Männer hatten ein Durchschnittseinkommen von 35.577 USD, Frauen 27.225 USD. Das Prokopfeinkommen betrug 19.952 USD. 6,2 Prozent der Familien und 15,9 Prozent der Bevölkerung lebten unterhalb der Armutsgrenze.

## Orte im County
- Baldwin City
- Big Springs
- Bismark Grove
- Black Jack
- Broken Arrow Park
- Clearfield
- Clinton
- Eudora
- Globe
- Grover
- Hesper
- Kanwaka
- Lawrence
- Lecompton
- Lone Star
- Midland
- Noria
- Pleasant Grove
- Sibleyville
- Stull
- Vinland
- Weaver
- Worden

Townships
- Clinton Township
- Eudora Township
- Grant Township
- Kanwaka Township
- Lecompton Township
- Marion Township
- Palmyra Township
- Wakarusa Township
- Willow Springs Township